# Escriptura dongba
L'escriptura dongba, tomba o tompa és un sistema de glifs pictogràfics usat pels Dongba (sacerdots Bon) dels Naxi del sud-oest de la Xina. En la llengua naxi aquesta escriptura s'anomena ²ss ³dgyu 'registres en fusta' o ²lv ³dgyu 'registres en pedra', i es van desenvolupar al voltant del segle VII d.C. Aquests glifs poden ser usats com a jeroglífic per a simbolitzar paraules abstractes que no tenen un glif corresponent.
L'escriptura dongba és en gran part un sistema mnemotècnic, i per si mateix no pot representar completament el llenguatge Naxi; per exemple, individus diferents poden utilitzar els mateixos glifs amb significats diferents, de manera que es pot complementar amb el sil·labari Geba per especificar.

## Origen i desenvolupament
|  |  |

L'escriptura dongba sembla haver estat un sistema antic independent, encara que probablement hauria estat creada en l'ambient d'altres escriptures més antigues. D'acord amb llengendes religioses dongba, la seva escriptura va ser creada pel fundador de la tradició religiosa Bon del Tibet, Tonpa Xenrab (Tibetà: ston pa gshen rab) o Xenrab Miwo (Tibetà: gshen rab mi bo). A partir de documents històrics xinesos, queda clar que l'escriptura dongba ja era usada al segle vii, a l'inici de la dinastia Tang. Durant la dinastia Song en el segle x, l'escriptura Dongba va ser significativament usada pels Naxis. Continua sent usada en algunes àrees, per la qual cosa ha esdevingut l'única llengua pictogràfica vigent en l'actualitat al món.
Després de 1949, el Partit Comunista en va prohibir l'aprenentatge, ja que era vist com quelcom lligat a la superstició i al feudalisme. Els símbols dongba van ser destruïts i mai més van ser populars, fins i tot entre els naxi.
En 1957, el govern xinès va implementar un sistema d'escriptura fonogràfica basada en l'alfabet llatí per a Naxi.
Durant el Revolució Cultural, milers de manuscrits van ser destruïts. Els papers i teixits dels escrits van ser cuits per a fer massa per a construcció de cases. Prop de la meitat dels manuscrits Dongba que van sobreviure van ser els que es van dur de la Xina cap als Estats Units, Alemanya i Espanya.
Avui l'escriptura dongba està gairebé extinta, però el govern xinès està intentant fer-la reviure, en l'intent de preservar la cultura Naxi.

## Ús

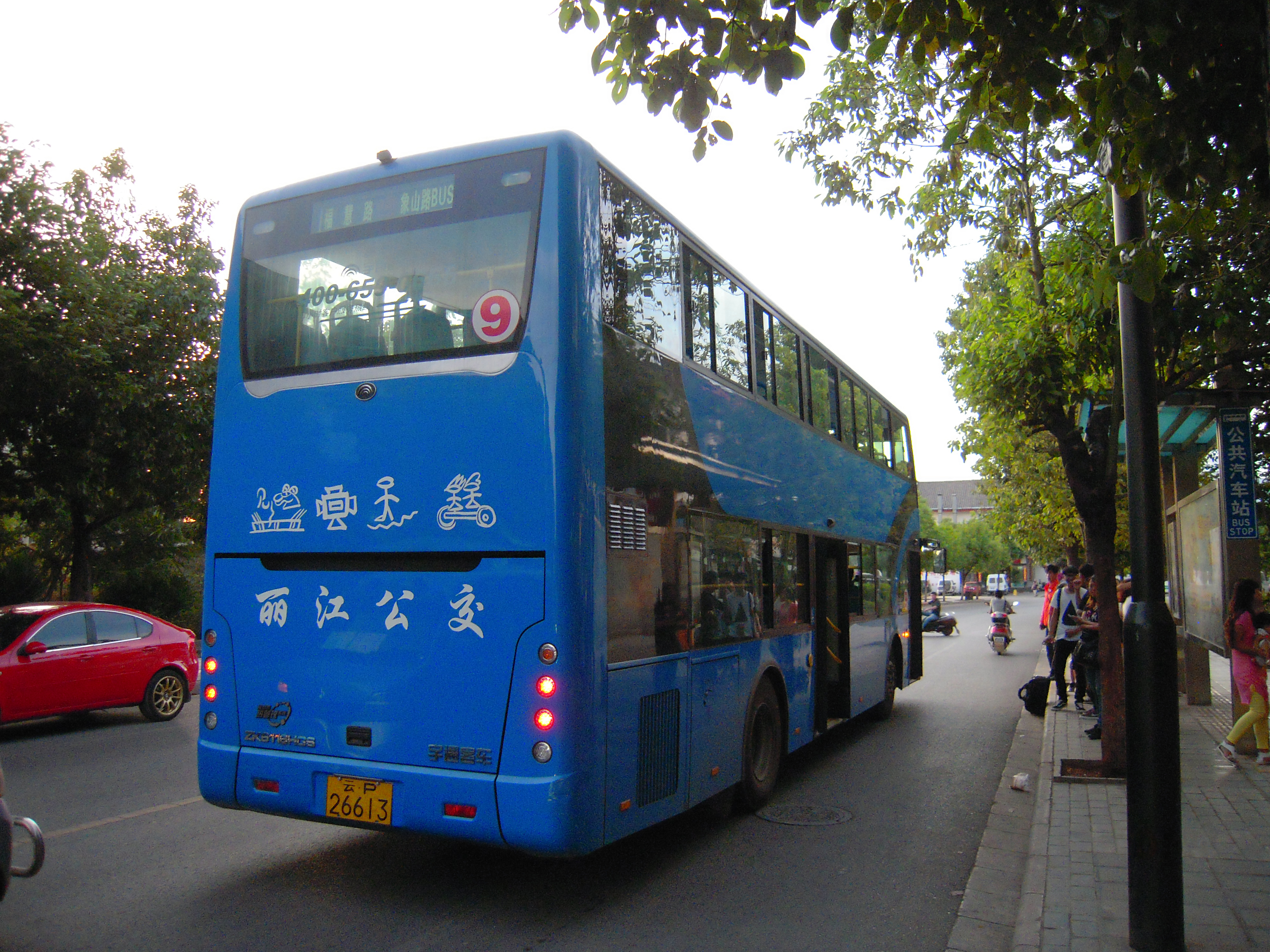
Símbols Dongba pintats en autobusos de Lijiang

L'escriptura era originalment usada per a la recitació de textos rituais. En canvi, per a inventaris, contractes i cartes comercials s'usava l'escriptura Geba. Milnor conclou que seria "poc probable que això (l'escriptura Dongba) hagués tingut un mínim desenvolupament per a esdevenir un sistema d'escriptura complet". L'escriptura Dongba va sorgir molts segles endarrere per a servir a un propòsit ritual particular. Així, com que el seu propòsit no és expandir-se per a l'ús diari entre els especialistes no-religiosos (de fet, els alfabetitzats en llengua naxi, tant actualment com en el passat, utilitzen l'escriptura xinesa) com a molt, presumiblement seria usada per a atendre les necessitats, per exemple, d'exorcismo de dimonis, per a diversió de turistes i similars."
Els turistes al sud de la Xina probablement veuran l'escriptura dongba a la Ciutat Antiga de Lijiang, on moltes empreses presenten adornaments en tres llengües: dongba, xinès i anglès

## Estructura i forma
L'escriptura Dongba és tant pictogràfica com ideogràfica. Hi ha prop de mil glifs, però aquest nombre és fluid, ja que es van encunyant nous glifs. Els sacerdots dissenyaven imatges detallades per a registrar informacions; aquestes il·lustracions eren simplificades i convencionalitzades per a representar no només objectes materials, sinó també idees abstractes. Els glifs es combinen moltes vegades per transmetre la idea d'una nova paraula particular. Generalment, això és com un recurs mnemotècnic, sent només paraules-clau escrites; una única imatge gràfica es pot usar per a representar diferents frases o una frase sencera .
Exemples d'aquesta característica jeroglífica del Dongba inclou l'ús de la imatge de "dos ulls" (myə3) per a representar "destinació" (myə3), la imatge d'un bol d'arròs tant pot voler dir xa2 'menjar'com xa2 'dormir', i la imatge d'un gòral (una mena de cabra) (si3) s'usa com auna partícula d'aspecte gramatical.

## Mitjans d'escriptura
El nom de l'escriptura dongba en llengua Naxi, "registres en fusta i pedra", demostra que els caràcters dongba antigament es gravaven en pedra i fusta. Avui en dia s'utilitza paper artesanal, normalment dels arbres Daphne i D. retusa. Els fulls són típicament de 28 x 14 cm i es relliguen pel costat esquerre, formant un llibre. Les pàgines s'organitzen en quatre línies horizontals. Els glifs s'escriuen d'esquerra a dreta, i de dalt a baix. S'utilitzen línies verticals per a separar elements del text, de forma equivalent a les frases i els paràgrafs. Els estris d'escriptura són canyetes de bambú i tinta negra feta a partir de cendres.